# Юлій Шаповал
Юлій Шаповал (3 листопада 1919, Київ — 16 січень 1951, Париж) — живописець. Походив з багатої єврейської сім'ї. Молодший брат піаністки, співачки і художниці [Архівовано 9 липня 2021 у Wayback Machine.] Бели (Беліани) Шаповал-Маузеско. У 1924 був вивезений батьками до Німеччини, потім жив в Парижі.

## Біографія
В юності захопився мистецтвом і літературою. Здобув освіту в приватних ліцеях Janson de Sailly і Claude Bernard. У 1939 вступив на факультет медицини Сорбонни і брав уроки живопису в академії Гранд Шомьер. Тоді ж відбулося його знайомство з Пабло Пікассо і Жаном Кокто.
У 1940 був мобілізований до Французької армії. Незабаром після капітуляції Франції кинув медицину, щоб присвятити себе живопису. У липні 1942, коли почалися масові арешти євреїв, втік з Парижа у вільну зону в Марсель (мати і сестра Маня, що залишилися в Парижі, були депортовані до Польщі, де загинули). У Марселі поступив у Вищу школу образотворчих мистецтв. Там познайомився з мистецтвознавцем і критиком Роже Ван Жіндерталем (R. Van Gindertael), поради якого справили на нього сильний вплив. У 1943 переїхав до Тулузи, де зустрів Жанну Депюжоль, яка стала в 1946 його дружиною.
Повернувшись в Париж в 1944, оселився на авеню Montaigne, 46. Знову зустрівся з Пікассо і Кокто, почав плідно працювати і продавати свої картини. Серед його перших покупців був маршан Анрі Бенезієй (Henri Benezit). У 1947 познайомився з художнім критиком Дугласом Купером і колекціонером Анрі Дютійолем (H. Duthilleul), які сприяли його просуванню. У тому ж році отримав 2-й приз на виставці Молодих художників і провів першу персональну виставку в галереї Жанни Бюше (Jeanne Bucher).
У 1949, після розриву з дружиною, переїхав в майстерню на проспекті Junot. Під впливом ідей В. В. Кандинського перейшов до абстрактного живопису, паралельно створював кубістичні твори; працював в техніці акварелі і гуаші. У 1949 знову провів персональну виставку в галереї Жанни Бюше, в тому ж році брав участь у виставці авангардистів «Les Mains éblouies» («Захоплені руки») в галереї Maeght і спільно з Марі Ремон отримав Приз Кандинського. У 1950 провів виставки в великих паризьких галереях Denise René (разом з М. Ремон) і Henry Bénézit. У 1950 і 1951 брав участь в Майському салоні і в Салоні Нових Реальностей. У 1951 повернувся до фігуративного живопису. У 1951 виконав три великих фрески для Школи Ланжевен (École Langevin) в Сюрен під Парижем. Після закінчення цієї роботи покінчив життя самогубством, причини якого залишилися нез'ясованими.

## Творча спадщина
Спадщина художника включає близько 800 робіт. Його меморіальні виставки пройшли Осінньому салоні (1952), галереї Henri Benezit (1957), галереї La Bussola в Турині (гуаші, 1958), галереї Bergamini в Мілані (1959), салоні Нових реальностей (1959), Музеї сучасного мистецтва міста Парижа (1964) і в Центрі сучасного мистецтва в Вільнев д'Аск (Villeneuve-d'Asq, деп. Нор, 1991).
Твори зберігаються в Музеї сучасного мистецтва міста Парижа, Центрі сучасного мистецтва в Вільнев д'Аск, Музеї Фабра і в Музеї образотворчих мистецтв у Нанті. У 2008 близько 50 його полотен експонувалося в рамках Бієнале антикварів у паризькій галереї Лорантом.